# Aldo Campatelli
Aldo Campatelli (* 7. April 1919 in Mailand; † 3. Juni 1984) war ein italienischer Fußballspieler und späterer -trainer. Als Aktiver vor allem mit Inter Mailand sehr erfolgreich, coachte er den Verein später auch. Weitere Engagements als Trainer hatte der WM-Teilnehmer von 1950 unter anderem bei Lanerossi Vicenza, beim FC Bologna oder beim CFC Genua.

## Spielerkarriere

### Vereinskarriere
Aldo Campatelli, geboren am siebten April 1919 in der norditalienischen Metropole Mailand, erlernte das Fußballspielen in den Jugendakademien von Ambrosiana-Inter, einem der beiden Hauptvereine der Stadt. Am 22. November 1936 debütierte der 17-jährige Angreifer schließlich in der ersten Mannschaft Inters beim 1:0-Erfolg in der Serie A gegen den AC Turin. Mit der damaligen Inter-Mannschaft um die Weltmeister von 1934 oder 1938 wie Giuseppe Meazza, Giovanni Ferrari oder Pietro Ferraris holte sich Aldo Campatelli in der Saison 1937/38 den Titel des italienischen Fußballmeisters. Man beendete die Serie A auf dem ersten Platz mit zwei Punkten Vorsprung vor Juventus Turin. Als Titelverteidiger musste man im Folgejahr zwar dem AGC Bologna den Vortritt lassen, konnte aber die Coppa Italia durch einen 2:1-Finalsieg gegen Novara Calcio nach Mailand holen. 1939/40 war es dann auch wieder soweit und Ambrosiana-Inter errang nach zwei Jahren wieder die italienische Fußballmeisterschaft, nachdem man in der Serie A einen ersten Rang mit drei Punkten Vorsprung vor dem Titelverteidiger aus Bologna belegen konnte. Während danach die Dominanz des AC Turin in Fußballitalien anbrach, war dieser Titelgewinn der letzte für Aldo Campatelli mit Ambrosiana-Inter. Campatelli spielte zwar noch bis 1950 für den Klub, konnte aber keinen weiteren Titel mehr gewinnen. Insgesamt machte der Stürmer 297 Ligaspiele im Trikot von Ambrosiana-Inter und brachte es in dieser Zeit auf 39 Torerfolge.
Im Sommer 1950 wechselte Campatelli – mittlerweile 31 Jahre alt – erstmals den Verein und schloss sich dem FC Bologna an, wo er noch drei weitere Jahre lang erstklassig Fußball spielte und in dieser Zeit 46 Ligaspiele mit sieben Toren machte. Allerdings waren diese Jahre auch gekennzeichnet durch verstärktes Bankdrückerdasein Campatellis, der dann nach Ende der Saison 1952/53 auch seine fußballerische Laufbahn im Alter von 34 Jahren beendete.

### Nationalmannschaft
Zwischen 1939 und 1950 kam Aldo Campatelli zu sieben Einsätzen in der italienischen Fußballnationalmannschaft. Von Nationaltrainer Ferruccio Novo wurde er ins Aufgebot für die Fußball-Weltmeisterschaft 1950 in Brasilien berufen. Bei dem Turnier, das für Italien aus amtierender Weltmeister, die letzte Weltmeisterschaft war 1938 gewesen, mit dem Aus nach der Vorrunde endete, kam Campatelli in einem Spiel zum Einsatz. Im ersten Gruppenspiel bei der 2:3-Niederlage gegen Schweden spielte Campatelli, während er den Erfolg gegen Paraguay im abschließenden Gruppenspiel verpasste. Das Match gegen Schweden war zugleich auch Aldo Campatellis letztes von sieben Länderspielen, die er in elf Jahren seit 1939 ohne Torerfolg absolviert hatte.

## Trainerkarriere
Nach dem Ende seiner aktiven Laufbahn als Fußballspieler wurde Aldo Campatelli Trainer. Sein erster Posten in dieser Funktion war von 1954 bis 1955 eine Anstellung bei Lanerossi Vicenza. Mit dem aufstrebenden und finanziell geförderten Verein erreichte der Jungtrainer den ersten Platz in der Serie B 1954/55 vor dem AC Padova, was den Aufstieg in die Erstklassigkeit bedeutete. Mit diesem Aufstieg begann die lange Erstligaperiode von Lanerossi Vicenza, die den Verein über zwei Jahrzehnte lang in der Serie A hielt. Nach dem Aufstieg mit Lanerossi Vicenza wurde Aldo Campatelli Nachfolger von Alfredo Foni bei seinem alten Verein Inter Mailand, wo er allerdings nur zwölf Spieltage im Amt war und nach enttäuschendem Saisonstart entlassen und durch Klub-Ikone Giuseppe Meazza ersetzt wurde. Im Verlauf der Serie A 1955/56 übernahm Campatelli dann beim FC Bologna das Traineramt vom gechassten Giuseppe Viani und führte die Mannschaft noch auf den fünften Tabellenplatz. Die Folgesaison coachte Aldo Campatelli komplett in Bologna und wurde mit seinem Verein erneut Fünfter in der Serie A. Danach wechselte er abermals die Anstellung und wurde fortan neuer Übungsleister beim Zweitligisten FC Modena. Hier erreichte man den siebten Platz, was zu keiner Verlängerung des Arbeitsverhältnisses führte.
Von 1958 bis 1960 führte Aldo Campatelli dann in einer zweiten Amtszeit die Geschicke auf der Trainerbank von Inter Mailand. Ein dritter und ein vierter Platz in zwei Spielzeiten überzeugten die Vereinsoberen dann jedoch nicht, Campatelli wurde im Verlauf der Serie A 1959/60 entlassen und durch Giulio Cappelli abgelöst. Nach zwei Jahren Pause als Coach trainierte Campatelli von 1962 bis 1965 ACD Rapallo Ruentes, ehe er infolgedessen auf die Trainerbank von Lanerossi Vicenza zurückkehrte. Mit Platz sechs in der Serie A 1965/66 wurde ein durchaus respektables Ergebnis erreicht, dennoch trennten sich die Wege von Trainer und Verein zum Saisonende wieder. Noch einmal kurz Rapallo Ruentes und von 1967 bis 1969 ein Engagement beim CFC Genua, dann beendete Aldo Campatelli seine Karriere als Fußballtrainer.

## Erfolge

### Als Spieler
- Italienische Meisterschaft: 2×

1937/38 und 1939/40 mit Ambrosiana-Inter
- Italienischer Pokalsieg: 1×

1938/39 mit Ambrosiana-Inter

### Als Trainer
- Serie B: 1×

1954/55 mit Lanerossi Vicenza